# Guerras médicas
Las guerras médicas (también llamadas guerras greco-persas) fueron una serie de conflictos entre el Imperio aqueménida de Persia y las polis (ciudades-estado) del mundo helénico que comenzaron en 492 a. C. y se extendieron hasta el año 449 a. C. La colisión entre el fragmentado mundo político de la antigua Grecia y el enorme imperio persa comenzó cuando Ciro II el Grande conquistó Jonia en el 547 a. C. En su lucha por controlar las ciudades independientes de Jonia, los persas designaron tiranos para gobernarlas. Esto resultaría ser la fuente de muchos problemas tanto para griegos como para persas. Los conflictos tuvieron dos momentos críticos en las dos expediciones fallidas de los persas contra Grecia, en el 490 a. C. y desde el 481 a. C. hasta el 479 a. C., conocidas respectivamente como primera y segunda guerra médica. Aunque el imperio persa se encontraba en la cima de su poderío, la defensa colectiva de los griegos superó obstáculos aparentemente imposibles e incluso logró liberar ciudades-estado griegas en la periferia de Persia. El triunfo griego garantizó la supervivencia de la cultura y las estructuras políticas griegas mucho después de la caída del imperio aqueménida persa.
En el 499 a. C., el tirano de Mileto, Aristágoras, se embarcó en una expedición para conquistar la isla de Naxos, con el apoyo persa. Sin embargo, la expedición fue un fracaso y, previniendo su destitución, Aristágoras incitó a toda el Asia Menor helénica a la rebelión contra los persas. Este fue el comienzo de la Revuelta jónica, que duraría hasta el 493 a. C., involucrando progresivamente a más regiones de Asia Menor en el conflicto. Aristágoras consiguió el apoyo militar de Atenas y Eretria, y en el 498 a. C. estas fuerzas ayudaron a capturar e incendiar Sardes, la capital regional persa. El rey persa Darío el Grande juró vengarse de Atenas y Eretria por este acto. La revuelta continuó, con ambos bandos prácticamente en un punto muerto entre el 497 y el 495 a. C. En el 494 a. C., los persas se reagruparon y atacaron el epicentro de la revuelta en Mileto. En la batalla de Lade, los jonios sufrieron una derrota decisiva y la rebelión colapsó, sofocando los últimos rescoldos al año siguiente.
Buscando proteger su imperio de nuevas revueltas y de la interferencia de los griegos continentales, Darío se embarcó en un plan para conquistar Grecia y castigar a Atenas y Eretria por la quema de Sardes. La primera invasión persa de Grecia (o primera guerra médica) comenzó en el 492 a. C., y en su transcurso el general persa Mardonio subyugó con éxito Tracia y Macedonia antes de que varios contratiempos obligaran a un final prematuro del resto de la campaña. En el 490 a. C. se envió una segunda fuerza a Grecia, esta vez a través del mar Egeo, bajo el mando de Datis y Artafernes. Esta expedición subyugó las Cícladas, antes de sitiar, capturar y arrasar Eretria. Sin embargo, mientras se dirigían a atacar Atenas, las fuerzas persas fueron derrotadas decisivamente por los atenienses en la batalla de Maratón, poniendo fin a los esfuerzos persas por el momento.
Darío comenzó entonces a planear la conquista total de Grecia, pero murió en el 486 a. C. y la responsabilidad de la conquista recayó en su hijo Jerjes. En el 480 a. C., Jerjes lideró personalmente la segunda invasión persa de Grecia (o segunda guerra médica) con uno de los ejércitos antiguos más grandes jamás reunidos. La victoria sobre los estados griegos aliados en la famosa batalla de las Termópilas permitió a los persas incendiar la evacuada Atenas e invadir la mayor parte de Grecia. Sin embargo, mientras buscaban destruir la flota griega combinada, los persas sufrieron una severa derrota en la batalla de Salamina. Al año siguiente, los griegos confederados pasaron a la ofensiva, derrotando decisivamente al ejército persa en la batalla de Platea y poniendo fin a la invasión de Grecia por parte del Imperio aqueménida.
Los griegos aliados continuaron su camino victorioso destruyendo el resto de la flota persa en la batalla de Mícala, antes de expulsar a las guarniciones persas de Sesto (479 a. C.) y Bizancio (478 a. C.). Tras la retirada persa de Europa y la victoria griega en Mícala, Macedonia y las ciudades-estado de Jonia recuperaron su independencia. Las acciones del general espartano Pausanias en el asedio de Bizancio alienaron a muchos de los estados griegos en contra de los espartanos, y por lo tanto, se reconstituyó la alianza antipersa en torno al liderazgo ateniense, llamada la Liga de Delos. La Liga de Delos continuó la campaña contra Persia durante las siguientes tres décadas, comenzando con la expulsión de las guarniciones persas restantes de Europa. En la batalla del Eurimedonte en 466 a. C., la Liga obtuvo una doble victoria que finalmente aseguró la libertad para las ciudades de Jonia. Sin embargo, la participación de la Liga en la revuelta egipcia de Inaro II contra Artajerjes I (460-454 a. C.) resultó en una desastrosa derrota griega, y se suspendieron las campañas. Una flota griega fue enviada a Chipre en el 451 a. C., pero logró poco, y, al retirarse, las guerras médicas llegaron a un final tranquilo. Algunas fuentes históricas sugieren que el fin de las hostilidades estuvo marcado por un tratado de paz entre Atenas y Persia, la Paz de Calias. El enfrentamiento entre griegos y persas, del que las guerras médicas fueron solo una fase, duró en total más de dos siglos y culminó con la conquista y disolución del Imperio aqueménida por Alejandro Magno en el siguiente siglo.
Los propios griegos se refirieron a estas guerras como el «asunto medo» (Μηδικά, Mĕdiká), pues aunque eran perfectamente conscientes de que el Imperio aqueménida, su enemigo, estaba gobernado por una dinastía persa, conservaron para este el nombre con que fue conocido antes, Media, una región contigua a Persia sometida a su imperio.

## Antecedentes
Para el año 546 a. C., el Imperio aqueménida persa se había expandido rápidamente hasta controlar las ciudades griegas de la costa de Asia Menor. Este rápido crecimiento comenzó tras la ascensión al trono de Ciro en el año 559 a. C., lo que condujo a la derrota de los medos y a la consiguiente conquista de territorios. Para cuando Darío I ascendió al trono en el año 521 a. C., Persia dominaba la mayor parte del antiguo Oriente Próximo. Esta rápida expansión se vio facilitada por la ausencia de potencias adversarias fuertes, la tolerancia persa hacia las costumbres locales y la eficaz integración de las élites locales y sus habilidades.
El rey persa y su corte, predominantemente persa, ostentaban el poder central. Durante el reinado de Darío I, el extenso imperio se organizó en al menos veinte grandes provincias conocidas como satrapías. Los sátrapas que gobernaban estas provincias ostentaban una autoridad significativa, incluyendo el mando sobre las tropas locales. Además, se estacionaban guarniciones en lugares clave. A partir del reinado de Darío, los sátrapas solían ser elegidos entre la nobleza persa, mientras que los altos comandantes militares solían seleccionarse de un grupo aún más exclusivo: parientes del rey, como sobrinos y yernos, de quienes se sabía que estuvieron al mando durante las guerras contra los griegos.
El reinado de Darío I se caracterizó por una importante reestructuración gubernamental y administrativa, junto con un resurgimiento de la expansión persa. Esta expansión incluyó avances a lo largo de las fronteras oriental y septentrional del imperio hacia el noroeste de la India y Asia central. Un patrón similar se observó en el oeste, y las principales islas del Egeo, Samos, Quíos y Lesbos, cayeron bajo control persa antes del 513 a. C. En 513 a. C., las fuerzas de Darío cruzaron a Europa, subyugando Tracia hasta el río Estrimón y llegando hasta el río Danubio, lo que sugiere una intención persa de dominar el Egeo. Para el 492 a. C., Mardonio, yerno de Darío, había fortalecido el control persa en Tracia y extendido su influencia a Macedonia. Simultáneamente, Persia entabló relaciones diplomáticas con algunas ciudades-estados de la Grecia continental. En 506 a. C., Atenas incluso solicitó la ayuda persa para protegerse de una posible invasión espartana.

### La revuelta jónica
(Libros V y VI de la Historia de Heródoto)
En el siglo VII a. C. las ciudades jónicas se encontraban bajo la soberanía del reino de Lidia, si bien gozaban de cierta autonomía a cambio de pagarle tributo. En el año 546 a. C. el rey Creso de Lidia (el último monarca lidio en gobernar Jonia) fue derrotado por el rey persa Ciro, pasando desde entonces su reino y las ciudades griegas a formar parte del Imperio persa.

Expansión del Imperio aqueménida hacia el año

Darío I, sucesor de Ciro, gobernó las ciudades griegas con tacto y procurando ser tolerante. Pero, como habían hecho sus antecesores, siguió la estrategia de dividir y vencer: apoyó el desarrollo comercial de los fenicios, que formaban parte de su imperio desde antes, y que eran rivales tradicionales de los griegos. Además, los jonios sufrieron duros golpes, como la conquista de su floreciente suburbio de Naucratis, en Egipto, la conquista de Bizancio, llave del mar Negro, y la caída de Síbaris, uno de sus mayores mercados de tejidos y un punto de apoyo vital para el comercio.
De estas acciones se derivó un resentimiento contra el opresor persa. El ambicioso tirano de Mileto, Aristágoras, aprovechó este sentimiento para movilizar a las ciudades jónicas contra el Imperio persa, en el año 499 a. C. Aristágoras pidió ayuda a las metrópolis de la Hélade, pero solo Atenas, que envió veinte barcos (probablemente la mitad de su flota) y Eretria (en la isla de Eubea), acudieron en su ayuda; no recibió ayuda de Esparta. El ejército griego se dirigió a Sardes, capital de la satrapía persa de Lidia, y la redujo a cenizas, mientras que la flota recuperaba Bizancio. Darío I, por su parte, envió un ejército que destruyó al ejército griego en Éfeso y hundió la flota helena en la batalla naval de Lade.
Tras sofocar la rebelión, los persas reconquistaron una tras otra las ciudades jonias y, después de un largo asedio, arrasaron Mileto. Murió en combate la mayor parte de la población, y los supervivientes fueron esclavizados y deportados a Mesopotamia.

## La primera guerra médica
(Libro VI de la Historia de Heródoto)

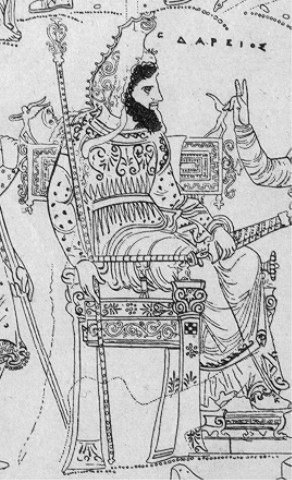
Darío I, rey de los persas entre 522 y

Tras el duro golpe dado a las polis jonias, Darío I se decidió a castigar a aquellos que habían auxiliado a los rebeldes. Según la leyenda, preguntó: «¿Quién es esa gente que se llama ateniense?», y al conocer la respuesta, exclamó: «¡Oh Ormuz, dame ocasión de vengarme de los atenienses!». Después, cada vez que se sentaba a la mesa, uno de sus servidores debía decirle tres veces al oído «¡Señor, acordaos de los atenienses!». Por eso encargó la dirección de la represalia a su sobrino Artafernes y a un noble llamado Datis.
Mientras tanto, en Atenas algunos hombres ya veían los signos del inminente peligro. El primero de ellos fue Temístocles, elegido arconte en 493 a. C. Temístocles creía que la Hélade no tendría salvación en caso de un ataque persa, si Atenas no desarrollaba antes una poderosa marina.
De esta forma, fortificó el puerto de El Pireo, convirtiéndolo en una poderosa base naval, más pronto surgiría un rival político que impediría el resto de sus reformas. Se trataba de Milcíades, miembro de una gran familia ateniense huida de las costas del Asia Menor. Se oponía a Temístocles porque consideraba que los griegos debían defenderse primero por tierra, esperanzado en la supremacía de las largas lanzas griegas contra los arqueros persas. Los atenienses decidieron poner en sus manos la situación, enfrentando así la invasión persa.
La flota persa se hizo a la mar en el verano de 490 a. C., dirigidos por Artafernes, y conquistó las islas Cícladas y posteriormente Eubea, con su principal ciudad, Eretria, como represalia a su intervención en la revuelta jonia. Posteriormente, el ejército persa, comandado por Datis, desembarcó en la costa oriental del Ática, en la llanura de Maratón, lugar recomendado por Hipias (anterior tirano de Atenas, a favor de los persas desde su exilio) para ofrecer batalla, por considerarla el mejor lugar para que actuara la caballería persa.

### Maratón (septiembre de490 a. C.)

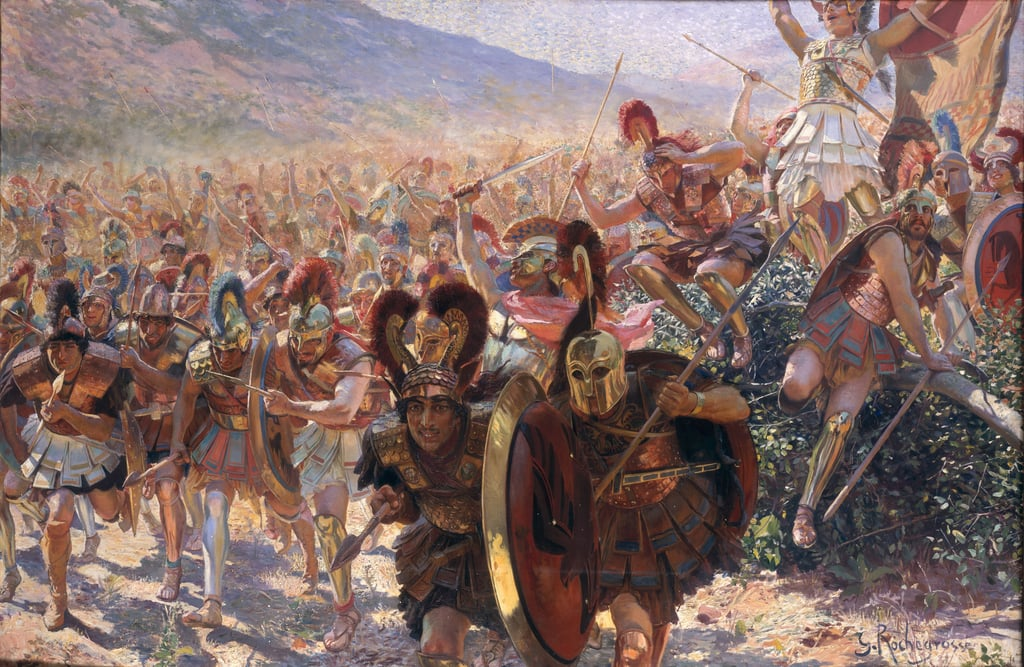
Carga griega durante la batalla de Maratón, pintura de Georges Rochegrosse, 1859.

Milcíades, avisado del desembarco persa, exhortó a los atenienses a hacerles frente. En lugar de tomar una estrategia defensiva, Milcíades decidió cargar contra el ejército persa logrando crear sorpresa y pánico en las tropas, muchas de las cuales se dieron a la fuga y fueron perseguidas y diezmadas por los griegos. El ejército griego logró apoderarse de ocho naves enemigas, pero no pudo cortar la retirada del grueso del ejército persa, el cual, protegido por la reagrupación y sacrificio de algunos cientos de hombres, pudo reembarcarse precipitadamente. De inmediato dio Artafernes la orden de dirigirse hacia Atenas, esperando llegar a una ciudad desguarnecida.
Las bajas persas ascendieron a más de 6000 hombres, mientras los griegos solo perdieron 192, incluido el polemarca Calímaco. Milcíades ordenó dirigirse de inmediato a Atenas y envió por delante a su mejor corredor-mensajero, Filípides, para levantar la moral combativa de la ciudad. Filípides dio la sensacional noticia de la victoria y cayó muerto por el esfuerzo, según la tradición, aunque algunos autores apuntan que fue por consecuencia de las heridas recibidas en el combate. Las tropas llegaron horas después, a marchas forzadas, y se fortificaron en El Pireo y la propia Atenas. Ante el evidente despliegue defensivo de los griegos y la desmoralización de las multitudinarias tropas persas, Artafernes no se decidió a desembarcar y dirigió las naves hacia el Asia Menor.
Tres días después de la batalla, los espartanos mandaron trescientos hombres al mando de uno de sus generales, pero en la llanura de Maratón solo yacían los restos de los caídos de ambos bandos, pues los atenienses, en la precipitación de su retorno a su ciudad, no habían tenido tiempo de sepultar a sus hombres.
La derrota de los persas se debió a dos factores fundamentales. En primer lugar, a las tácticas griegas de aprovechar al máximo las particularidades del terreno para favorecer un estilo de combate a corta distancia unido a la audacia militar y el aprovechamiento del factor sorpresa. En segundo lugar, a la organización estratégica persa, que hacía combatir a sus hombres agrupados por nacionalidades, no por armas, lo que debilitaba militarmente a sus fuerzas pero era necesario para mantener la disciplina en un ejército que combatía en su mayor parte (con la excepción de medos y persas propiamente dichos) para un monarca invasor de su propio país, invadiendo otro país extraño.
También se ha destacado un factor psicológico sobre la elevada moral de combate de los atenienses y platenses, quienes estaban animados por un inusual sentido de compromiso muy poco conocido en aquella época: su fuerte sentido de identidad cultural y libertad nacional que podríamos denominar «patriotismo». También destaca su autoestima como «hombres libres», particularmente en Atenas gracias a los logros políticos de la democracia ateniense donde desde las reformas de Clístenes se había logrado que muchos de sus habitantes fueran ciudadanos libres y con derechos políticos, pero también en Esparta y otras ciudades-estado gracias a su noción de pertenencia a una polis independiente y regida por sus propios ciudadanos.

### Temístocles retoma el mando en Atenas

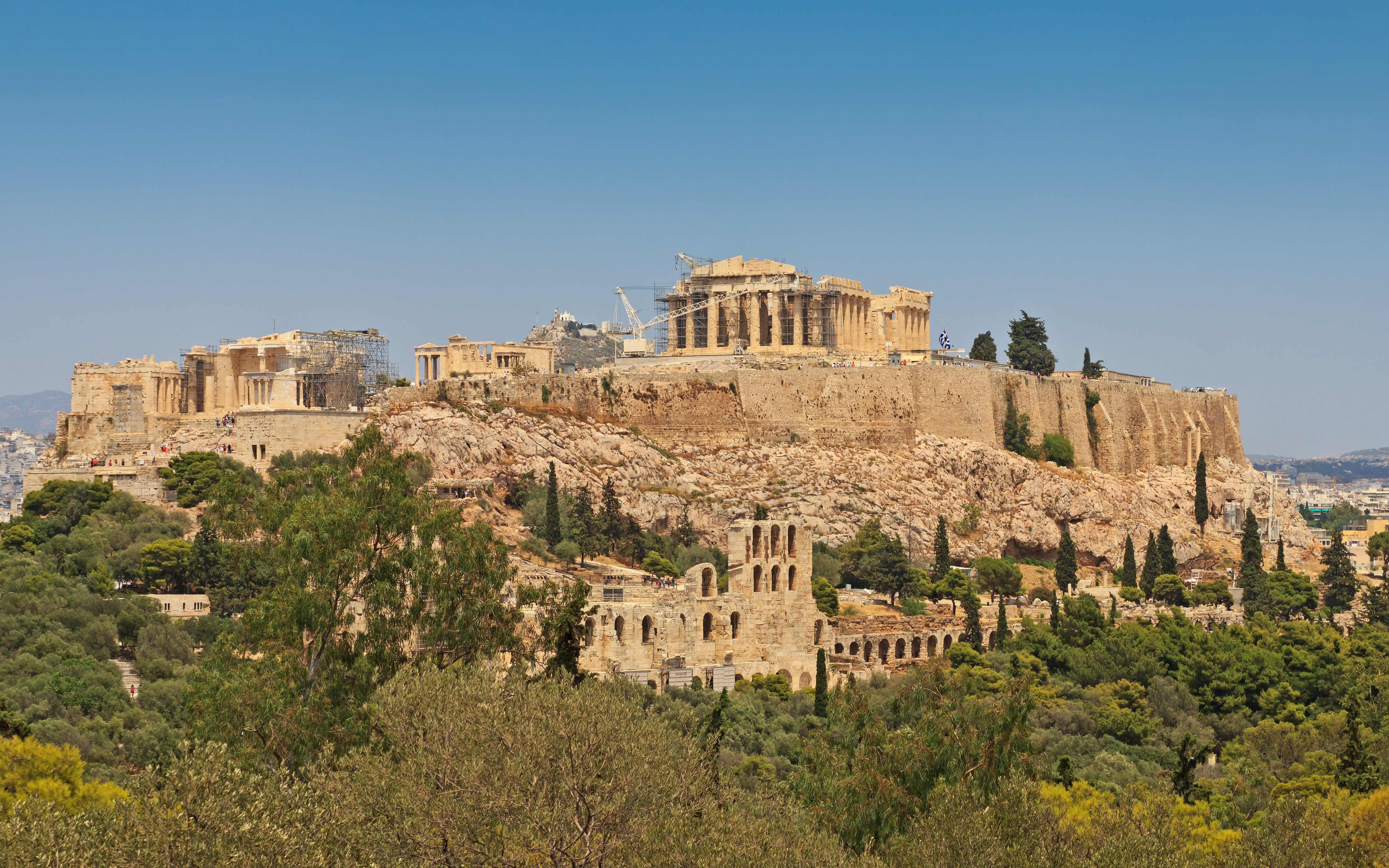
Acrópolis de Atenas

El victorioso Milcíades quiso aprovechar el momento de gloria para expandir el poder de Atenas en el mar Egeo, por lo que poco después de Maratón envió una parte de la flota contra las islas Cícladas, sometidas todavía a los persas. Atacó la isla de Paros, exigiendo a sus habitantes un tributo de cien talentos, y al negarse la ciudad le puso sitio, pero la defensa fue tan ardua que los griegos tuvieron que contentarse con unos pocos saqueos. Este pobre resultado empezó a desilusionar a los atenienses con respecto a Milcíades, llegando a verle incluso como un tirano que despreciaba las leyes.
Los enemigos de Milcíades le acusaron de haber engañado al pueblo y le sometieron a proceso, en el que no se pudo defender por haber sido herido en un accidente y estar postrado en una camilla. Se le declaró culpable, salvando la pena capital común en estos casos por los servicios prestados antes a la patria condenándole a pagar la elevada suma de 50 talentos. Poco después moriría a causa de sus heridas. Será ahora Temístocles quien tome las riendas de Atenas.
En el año 481 a. C. los representantes de diferentes póleis, encabezadas por Atenas y Esparta, firmaron un pacto militar (symmaquia) para protegerse de un posible ataque del Imperio aqueménida. Según este pacto, en caso de invasión correspondería a Esparta la tarea de dirigir el ejército helénico. Su resultado fue una tregua general, que incluso propició el regreso de algunos desterrados.

## La segunda guerra médica
(Libros VII, VIII y IX de las Historia de Heródoto)

### «Tendréis toda la tierra y el agua que queráis»

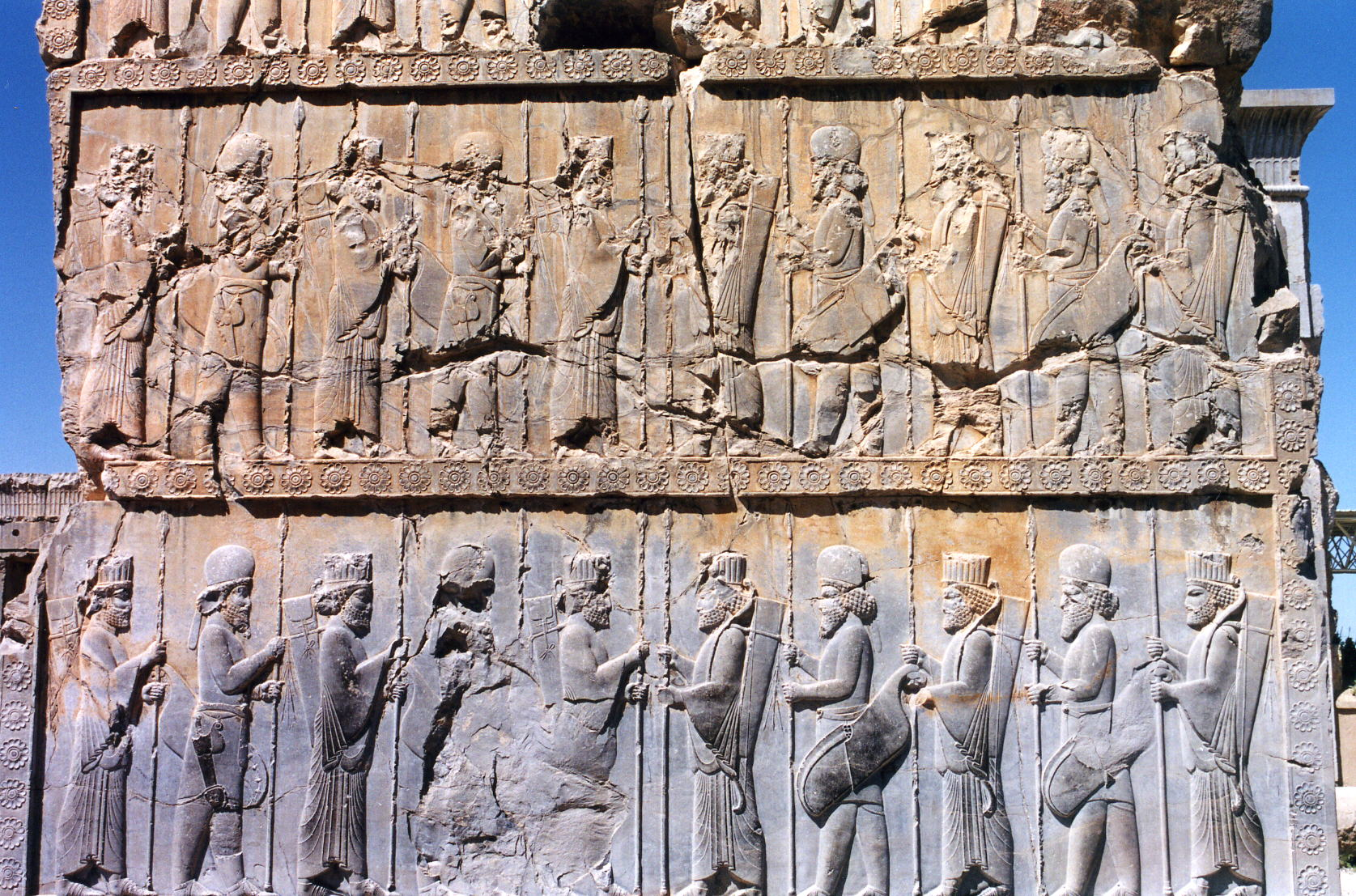
Soldados de la guardia del rey persa, relieve de Persépolis.

Tras la muerte de Darío, su hijo Jerjes subió al poder. Durante los primeros años de su reinado se ocupó de reprimir revueltas en Egipto y Babilonia, y se preparó a continuación para atacar a los griegos. Antes había enviado a Grecia embajadores a todas las ciudades para pedirles tierra y agua, símbolos de sumisión. Muchas islas y ciudades aceptaron, pero no Atenas y Esparta. Se cuenta que los espartanos, al igual que sucedió en Atenas, ignorando la inmunidad diplomática, respondieron a los embajadores: «Tendréis toda la tierra y el agua que queráis», y los tomaron y arrojaron a un pozo. Era una declaración definitiva de intenciones hostiles.
Sin embargo, en Esparta se empezaron a dar augurios nefastos, causados por la ira de los dioses debido a este acto de insolencia. Se llamó a los ciudadanos espartanos para solicitar si alguno de ellos era capaz de sacrificarse para satisfacer a los dioses y aplacar su ira. Dos ricos espartanos ofrecieron entregarse al rey persa, y se encaminaron hacia Susa, donde los recibió Jerjes, quien quiso obligarles a postrarse ante él. Sin embargo, los emisarios espartanos se resistieron, y le respondieron: «Rey de los medos, los lacedemonios nos han enviado para que puedas vengar en nosotros la muerte que han dado a tus embajadores en Esparta». Jerjes, les respondió que no iba a hacerse reo del mismo crimen, y que tampoco creía que con su muerte los liberaría de la deshonra.

### Las Termópilas

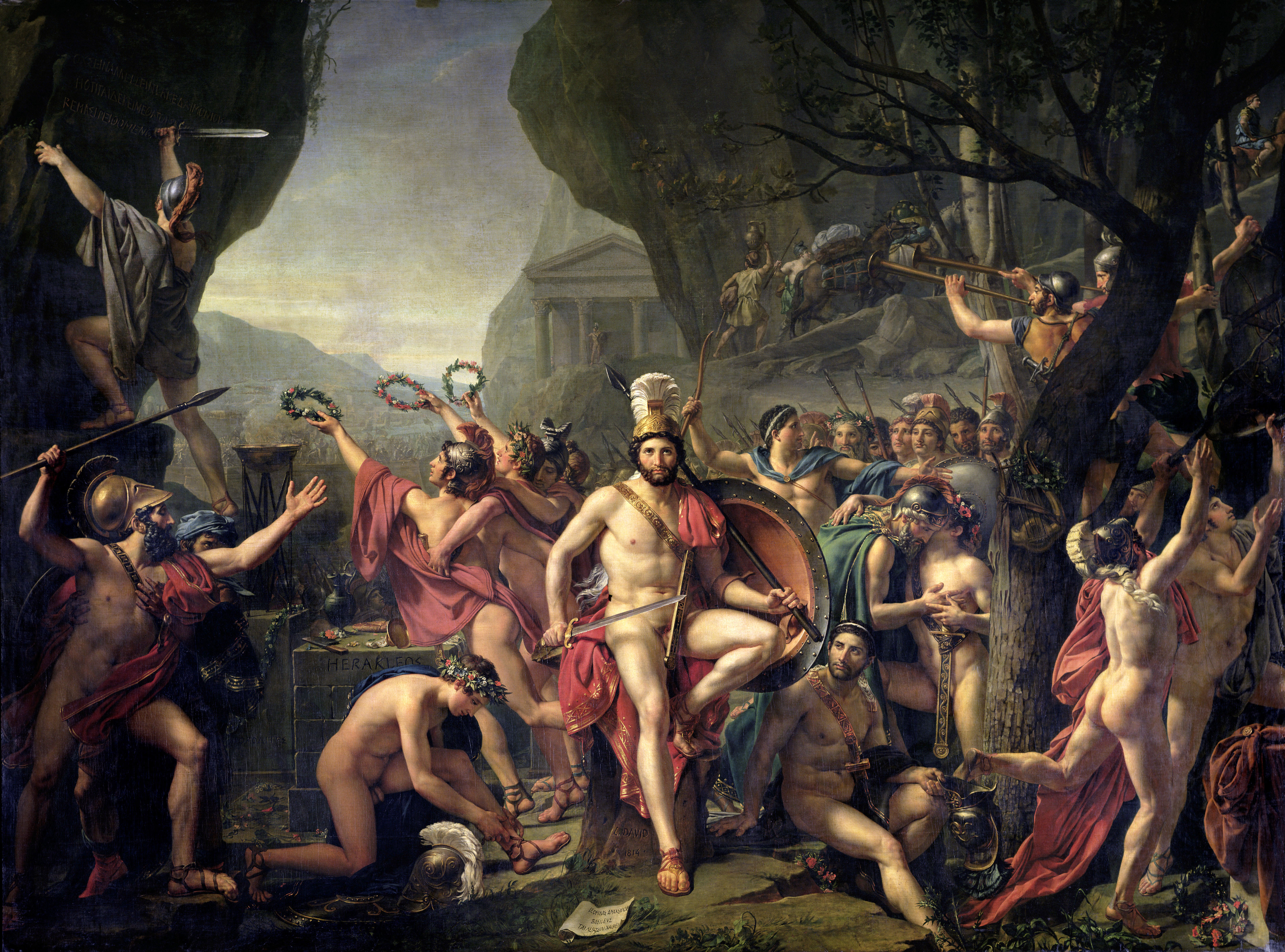
Leónidas en las Termópilas, por Jacques-Louis David (1814).

El poderoso ejército de Jerjes, que se estima en alrededor de 500 000 hombres (sin embargo, se considera hoy en día que la logística de la época solo podría haber alcanzado para unos 250 000), mejor equipados que aquellos bajo el mando de Darío, partió en 480 a. C.

Llevaban en la cabeza una especie de sombrero llamado tiara, de fieltro de lana; alrededor del cuerpo, túnicas de mangas guarnecidas a manera de escamas; cubrían sus piernas con una especie de pantalón largo; en vez de escudos de metal portaban escudos de mimbre; tienen lanzas cortas, arcos grandes, flechas de caña de aljabas y puñales pendiendo de la cintura.
(Plutarco)

El Estado Mayor de Jerjes estaba compuesto por seis miembros, muchos de ellos parientes cercanos del rey: Mardonio, Tritantacmes, Esmerdomenes, Masistes, Gergis y Megabizo.
Para cruzar el Helesponto, en un pasaje de Heródoto se nos cuenta cómo se construyó un imponente puente de barcas por el cual el ejército de Jerjes debía atravesar el mar, pero una tormenta lo destruyó, y Jerjes culpó al mar ordenando a sus torturadores que dieran mil latigazos como castigo a las aguas.
Finalmente cruzó el mar y siguiendo la ruta de la costa se adentró en la península. Paralelamente, la flota avanzaba bordeando la costa, para lo cual se construyó también un canal para evitar el tempestuoso cabo del monte Athos. Las tropas helenas, que conocían estos movimientos, decidieron detenerlos el máximo tiempo posible en el desfiladero de las Termópilas (que significa «Puertas Calientes»). Al menos el tiempo suficiente para asegurar la defensa de Grecia en el istmo de Corinto.
En este lugar, el rey espartano Leónidas I situó a unos 300 soldados espartanos y 1000 más de otras regiones. Jerjes le envió un mensaje exhortándoles a entregar las armas, a lo que respondieron: «Ven y tómalas», Μολὼν λαβέ Molon labe en griego antiguo. Tras cinco días de espera, y viendo que su superioridad numérica no hacía huir al enemigo, los persas atacaron.
El ejército griego se basaba en el núcleo de la infantería pesada de los hoplitas, soldados de infantería con un gran escudo (hoplon, de ahí su nombre), una lanza, coraza y cnémidas de protección. Formaban en falange, presentando un muro de bronce y hierro con el objetivo de detener a los enemigos en la lucha cuerpo a cuerpo.
Las técnicas persas se basaban en una infantería ligera, sin corazas y con armas arrojadizas principalmente, además de la famosa caballería de arqueros y carros. El único cuerpo de élite persa eran los llamados «Inmortales», soldados de infantería pesada que constituían la guardia personal del rey persa.
Sin embargo, en aquel desfiladero tan estrecho los persas no podían usar su famosa caballería, y su superioridad numérica quedaba bloqueada, pues sus lanzas eran más cortas que las griegas. La estrechez del paso les hacía combatir con similar número de efectivos en cada oleada persa, por lo que no les quedó más opción que replegarse después de dos días de batalla.
Pero ocurrió que un traidor llamado Efialtes condujo a Jerjes a través de los bosques para llegar por la retaguardia a la salida de las Termópilas.
La protección del camino había sido encomendada a 1000 focidios, que tenían excelentes posiciones defensivas, pero éstos se acobardaron ante el avance persa y huyeron. Al conocer la noticia, algunos griegos señalaron lo inútil de su situación para evitar una matanza, y entonces Leónidas decidió dejar partir a los que quisieran marcharse, quedándose él, su ejército de 300 espartanos y 700 hoplitas de Tespias, firmes en sus puestos.
Atacados por el frente y la espalda, los espartanos y los tespios sucumbieron después de haber aniquilado a 10 000 persas. Posteriormente se levantaría en ese lugar una inscripción (Heródoto VII 228):

ὦ ξεῖν’, ἀγγέλλειν Λακεδαιμονίοις ὅτι τῇδε
κείμεθα, τοῖς κείνων ῥήμασι πειθόμενοι
«Extranjero, informa a los espartanos de que aquí
yacemos, obedeciendo a sus preceptos».

Una nota sobre la traducción: ya sea de forma poética o interpretada el texto no debería leerse en tono imperativo sino como una petición de ayuda parte de un saludo para un visitante. Lo que se busca en la petición es que el visitante, una vez deje el lugar, vaya y les anuncie a los espartanos que los muertos siguen aún en las Termópilas, manteniéndose fieles hasta el fin, de acuerdo a las órdenes de su rey y su gente. No les importaba a los guerreros espartanos morir, o que sus conciudadanos supieran que habían muerto. Al contrario, el tono usado es que hasta su muerte se mantuvieron fieles. Se puede traducir de muchas formas, usando «Lacedemonia» en vez de «Esparta», sacrificando comprensión por literalidad.

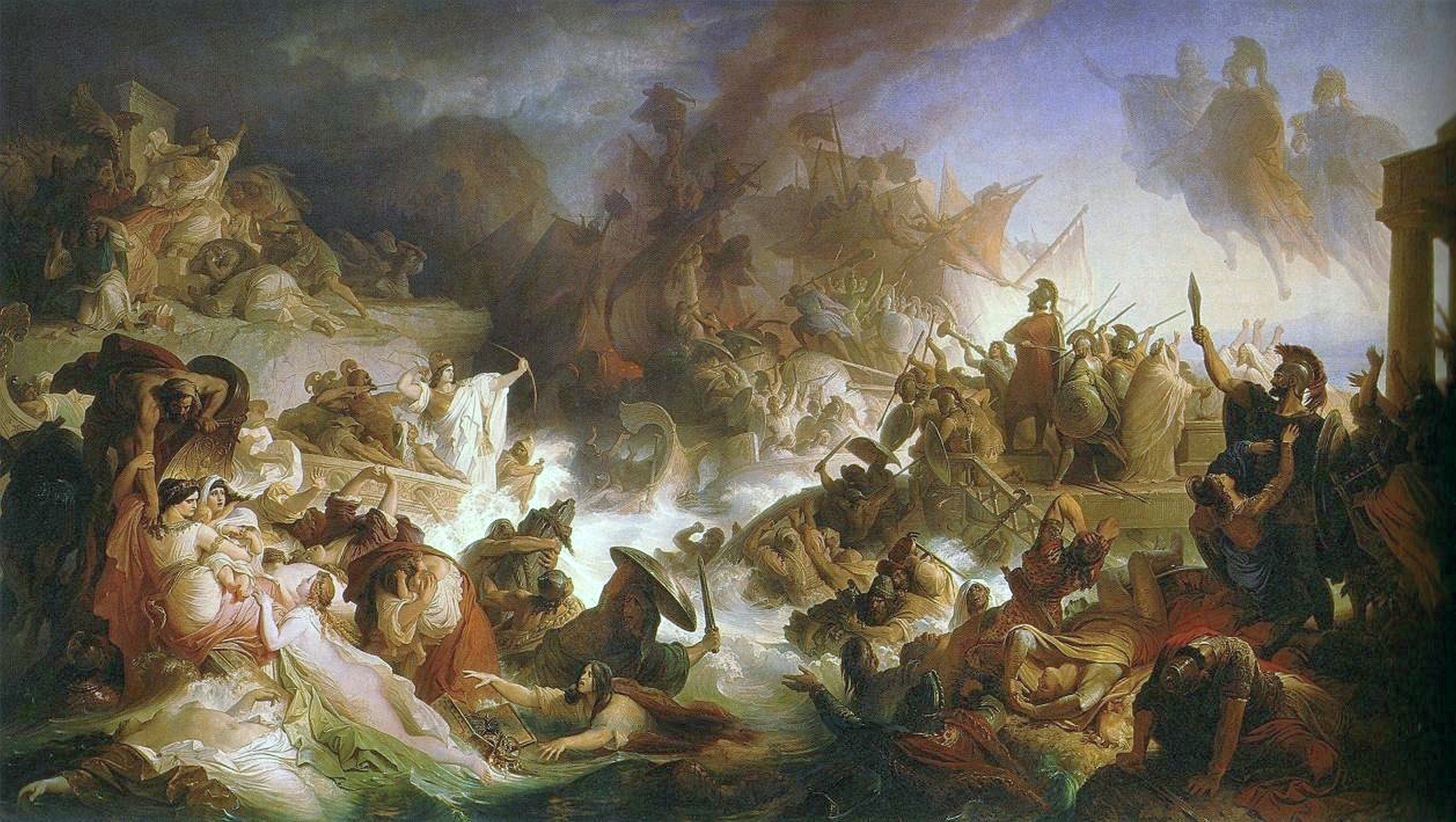
La batalla de Salamina, óleo sobre tela pintado en 1868 por Wilhelm von Kaulbach.

### Salamina
Con el paso de las Termópilas franco, toda la Grecia central estaba a los pies del rey persa. Tras la derrota de Leónidas, la flota griega abandonó sus posiciones en Eubea y evacuó Atenas, buscando refugio para las mujeres y los niños en las cercanías de la isla de Salamina. Desde ese lugar presenciaron el saqueo e incendio de la Acrópolis por las tropas dirigidas por Mardonio.
A pesar de ello, Temístocles aún tenía un plan: atraer a la flota persa y entablar batalla en Salamina, con una estrategia que lograría vencerles. Se cuenta que Temístocles envió a su esclavo Sicino ante el rey de Persia (o el eunuco Arnaces, según la fuente), haciéndose pasar por traidor, para contarle que parte de la armada griega escaparía de noche, incitando de este modo a Jerjes para que dividiera su flota enviando parte de ella a cerrar el canal por el otro lado, pero no está comprobado.
Lo cierto es que Jerjes decidió entablar combate naval, utilizando un gran número de barcos, muchos de ellos de sus súbditos fenicios. Sin embargo, la flota persa no tenía coordinación al atacar, mientras que los griegos tenían perfilada su estrategia: sus alas envolverían a los navíos persas y los empujarían unos contra otros para privarlos de movimiento. Su plan resultó, y el caos cundió entre la flota persa, con nefasto resultado: sus barcos se obstaculizaron y chocaron entre sí, yéndose a pique muchos de ellos, y contando además con que los persas no eran buenos nadadores, mientras que los griegos al caer al mar podían nadar hasta la playa. La noche puso fin al combate, tras el cual se retiró destruida la otrora poderosa armada persa. Jerjes presenció impotente la batalla, desde lo alto de una colina.

Los helenos sabían que cuando llega la hora del combate, ni el número ni la majestad de los barcos ni los gritos de guerra de los bárbaros pueden atemorizar a los hombres que saben defenderse cuerpo a cuerpo, y tienen el valor de atacar al enemigo.
(Plutarco)

### Fin de la segunda guerra médica
Temístocles quiso llevar la guerra a Asia Menor, enviar allí la flota y sublevar las colonias jónicas contra el rey de Persia, pero Esparta se opuso, por el temor de dejar desprotegido el Peloponeso.
La guerra continuó al volver el ejército persa para invadir el Ática en 479 a. C. comandado por Mardonio bajo las órdenes de Jerjes I. Mardonio ofreció la libertad a los griegos si firmaban la paz, pero el único miembro del consejo de Atenas que votó a favor fue condenado a muerte por sus compañeros. De esta forma, los atenienses hubieron de buscar refugio nuevamente en Salamina, y su ciudad fue incendiada por segunda vez.
Al enterarse de que el ejército espartano (increpado con amenazas por los atenienses para que les prestaran ayuda) se dirigía contra ellos, los persas se retiraron hacia el Oeste, hasta Platea. Dirigidos por su regente Pausanias, conocido por su sangre fría, los espartanos, junto a los atenienses y los demás aliados griegos, lograron otra importante victoria sobre los persas (batalla de Platea, 27 de agosto de 479 a. C.), capturando de paso un gran botín que les estaba esperando en el campamento persa. Además de la victoria en Platea, ocurrió poco tiempo después el hundimiento de la flota persa en Mícala, que fue además la señal para el levantamiento de los jonios contra sus opresores. Los persas se retiraron de Grecia, poniendo así fin a los sueños de Jerjes I de conquistar el mundo helénico.

### Pentecontecia
Aparece la llamada Pentecontecia, término usado para referirnos al período de la historia de Grecia desde la derrota de los persas en la segunda guerra médica en Platea, al inicio de la guerra del Peloponeso, concretamente la guerra arquidámica, en 432 a. C.
Fue un conflicto que enfrentó a las ciudades de la Liga del Peloponeso, encabezadas por Esparta, a las de la Liga de Delos, encabezadas por Atenas, y el comienzo de la tercera guerra médica en 471 a. C.

El «imperio de Atenas» en, heredero directo de la Liga de Delos que se había creado tras el final de la segunda guerra médica.

## La tercera guerra médica
Durante esta época los atenienses y los espartanos fundan la Liga ático-délica en memoria de la simaquia, que tendría como principal objetivo proteger a Atenas y las colonias jonias del Asia Menor. Esta liga estaría totalmente comandada por Atenas, que llevaría así las directrices en todos los aspectos posibles, por lo que de esta manera se convierte en el mayor pueblo de Grecia política, económica, social, cultural y militarmente, sobrepasando a la propia Esparta.
En este momento Temístocles es mal visto por el pueblo ateniense y es exiliado, de modo que huye a las fronteras del Imperio aqueménida, y allí se pone bajo el mando del nuevo soberano persa, Artajerjes I, que junto a sus influencias y el acérrimo odio que ambos sentían por la cultura griega, se decide avanzar hacia las costas griegas para someterlas definitivamente bajo el dominio persa.
Cimón, hijo de Milcíades, enterado de las intenciones de Artajerjes I, avanza hasta la actual Turquía y derrota al ejército persa en la batalla del río Eurimedonte en el 467 a. C.
Tras esta gran victoria, Cimón decide que se debe de nuevo promulgar la amistad y paz con el pueblo espartano, pero los atenienses no consideran esa opción de igual manera y los destierran por orden de Efialtes, cuyo mandato no duró mucho y fue sucedido por Pericles, que dominó Atenas hasta su muerte en 429 a. C. Pericles continúa la guerra contra Persia, en la que destacan dos decisiones que tomó, la primera la de solicitar a Cimón su vuelta del destierro y la segunda, la firma de un tratado de paz con Artajerjes I, el cual lo acepta, llamado Paz de Calias, en 448 a. C. que estipula ciertas condiciones para ambos pueblos y que es presidido por este, razón por la que fue mandado de vuelta del exilio, aunque realmente está demostrado que fue presidido por Calias, ya que en el año del tratado, Cimón ya había muerto, por lo que se piensa fue realizado en su honor y recuerdo.
Las guerras médicas llegan a su fin mediante las condiciones impuestas por los griegos a los persas, a saber:
- desistir definitivamente en su conquista y expansión de Grecia;
- no volver a navegar por el mar Egeo;
- se les permite comerciar con las colonias griegas de Asia Menor.